# Партия за демократию и социализм Нигера
Партия за демократию и социализм в республике Нигер — широкая левая партия, придерживающаяся идеологии социал-демократии. Правящая политическая сила страны с 2011 года. С 1996 года член Социалистического интернационала; также состоит в учреждённом в 2012 году Прогрессивном альянсе.

## История
Основана в конце 1990 года. На первых многопартийных выборах в феврале 1993 года получила 14,62 % голосов и 13 мест в парламенте Нигера. На последовавших в том же месяце президентских выборах её лидер Махамаду Иссуфу занял третье место с 15,92 % голосов избирателей. Как составляющая оппозиционной коалиции Альянс сил за перемены поддержала тогда во втором туре Махамана Усмана, победившего Мамаду Танджа и избранного президентом. После военного переворота 1996 года бойкотировала парламентские выборы.
В годы правления Мамаду Танджа (1999—2010) — основная оппозиционная партия. Махамаду Иссуфу противостоял Мамаду Танджа на президентских выборах 1999 года, набрав 22,79 % в первом туре и 40,11 % во втором. На президентских выборах 2011 года лидер партии, Махамаду Иссуфу, был выбран президентом Нигера. На всеобщих выборах 2016 года он был переизбран с 48,43 % голосов в первом и 92,49 % во втором туре. Параллельно в парламенте партия усилила своё представительство на 41 депутата, получив 75 мандатов.